# Ukmergė

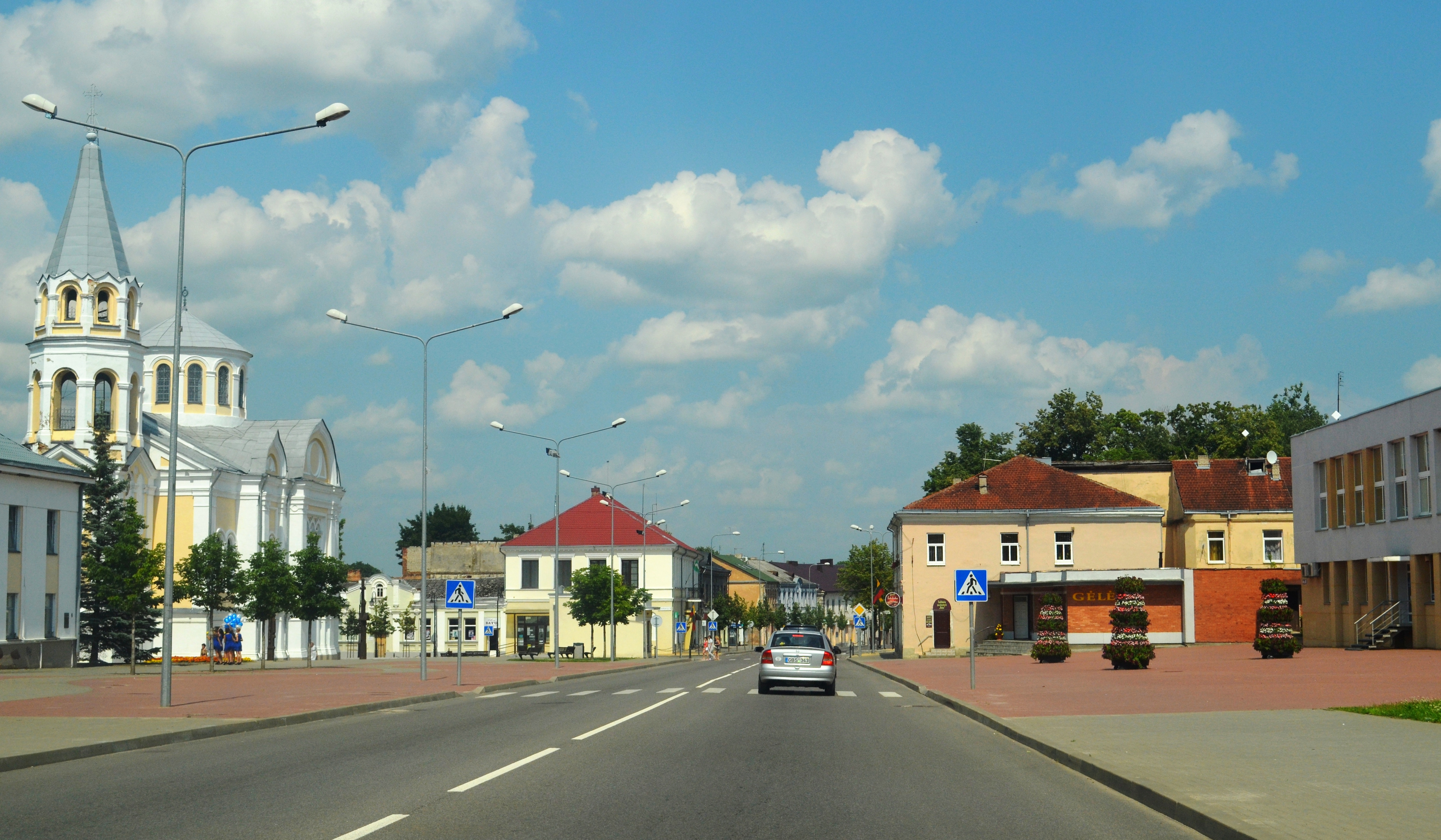
Ukmergė

Ukmergė anhörenⓘ (deutsch Wilkomir) ist eine Stadt im Osten Litauens und liegt am Ufer der Šventoji. Sie ist Sitz der gleichnamigen Rajongemeinde (Ukmergės rajono savivaldybė) und hat innerhalb dieser den Status eines Amtsbezirks.

## Geschichte
Ursprünglich hieß es Vilkamergė (vilkas, deutsch Wolf, + merga, Mädel). Der Ort wurde 1333 erstmals urkundlich erwähnt.
Am 1. September 1435 kam es zwischen dem Deutschen Orden und den Litauern an der Šventoji (deutsch: Swenta) in der Nähe von Ukmergė zur Schlacht bei Ukmergė, auch Schlacht bei Wiłkomierz oder Schlacht an der Swenta genannt, in der die Litauer siegten.
1486 erlangte die Stadt das Stadtrecht nach Magdeburger Recht. In der Stadt gibt es einen großen Burghügel einer mittelalterlichen Burganlage.
Bis 1914 hieß die Stadt Vilkmergė (Synonyme: Aukmergė, Likmerė; polnisch Wiłkomierz, russisch Вилькомир). Erst in den 1940er Jahren dominierte der Stadtname Ukmergė und wurde dann in der Nachkriegszeit offiziell.
Von 1940 bis zum 22. Juni 1941 war die Stadt sowjetisch besetzt, in dieser Zeit begannen Deportationen. Nach dem deutschen Überfall auf die Sowjetunion erschossen die deutschen Besatzer, darunter das Rollkommando Hamann, etwa 10.000 jüdische Bewohner der Stadt. Während des Zweiten Weltkriegs wurde der Ort durch Bombardierungen stark in Mitleidenschaft gezogen.

## Sehenswürdigkeiten
- Katholische Dreifaltigkeitskirche, nach 1863 erbaut
- Katholische Kirche der Apostel Petrus und Paulus von 1800 bis 1820
- Orthodoxe Kirche der Auferstehung des Herrn, errichtet von 1868 bis 1869
- Altgläubigenkirche der Fürsprache der Muttergottes, 1873 erbaut
- Große Synagoge aus dem 18. Jahrhundert, 1953 zu einer Sporthalle umgebaut
- Klassizistische Kapelle aus dem 19. Jahrhundert auf dem Vaižgantas Friedhof von Ukmergė
- Katholische St.-Barbara-Kirche im Stadtteil Pašilė, erbaut von 1789 bis 1791

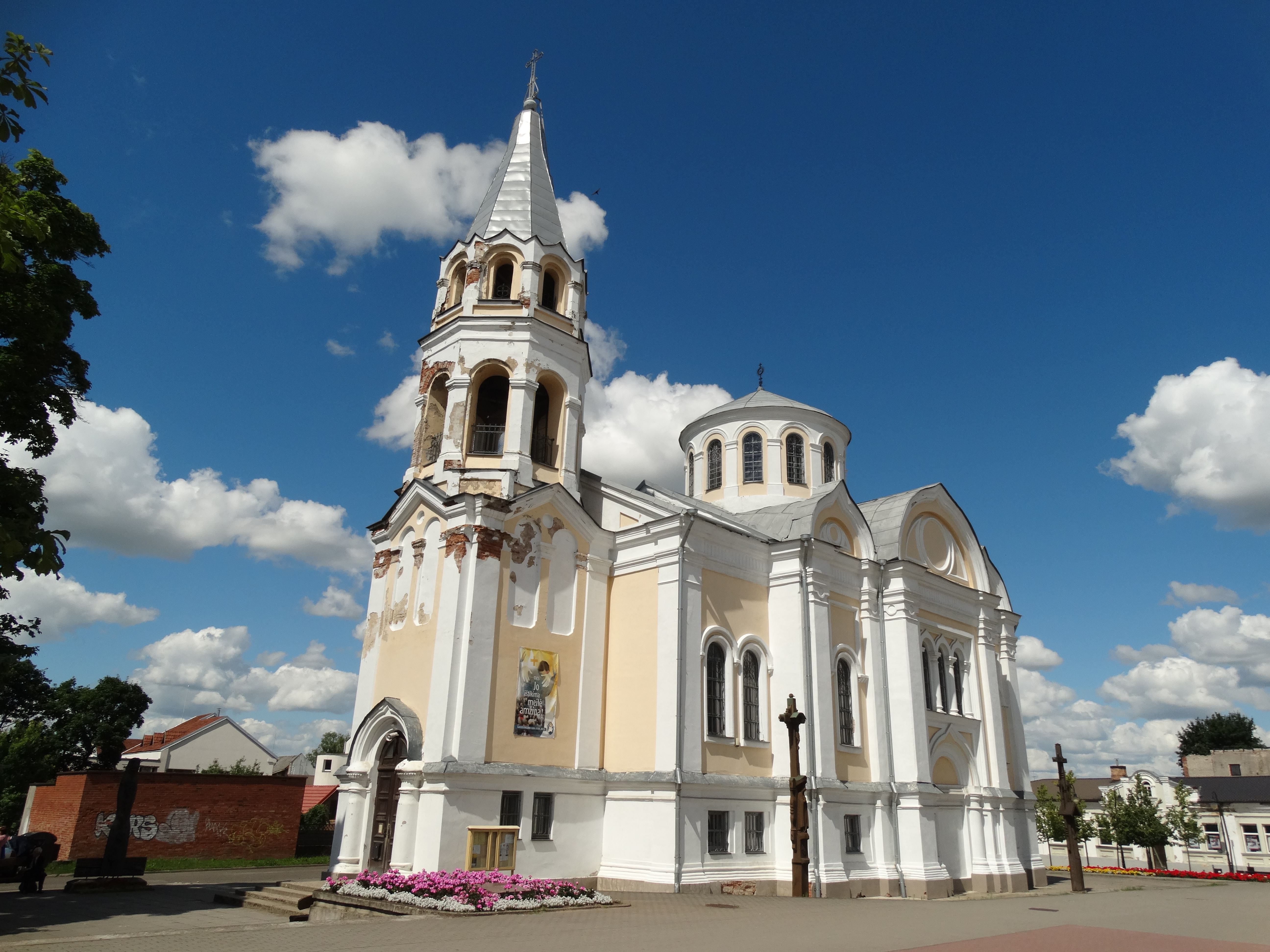
Dreifaltigkeitskirche
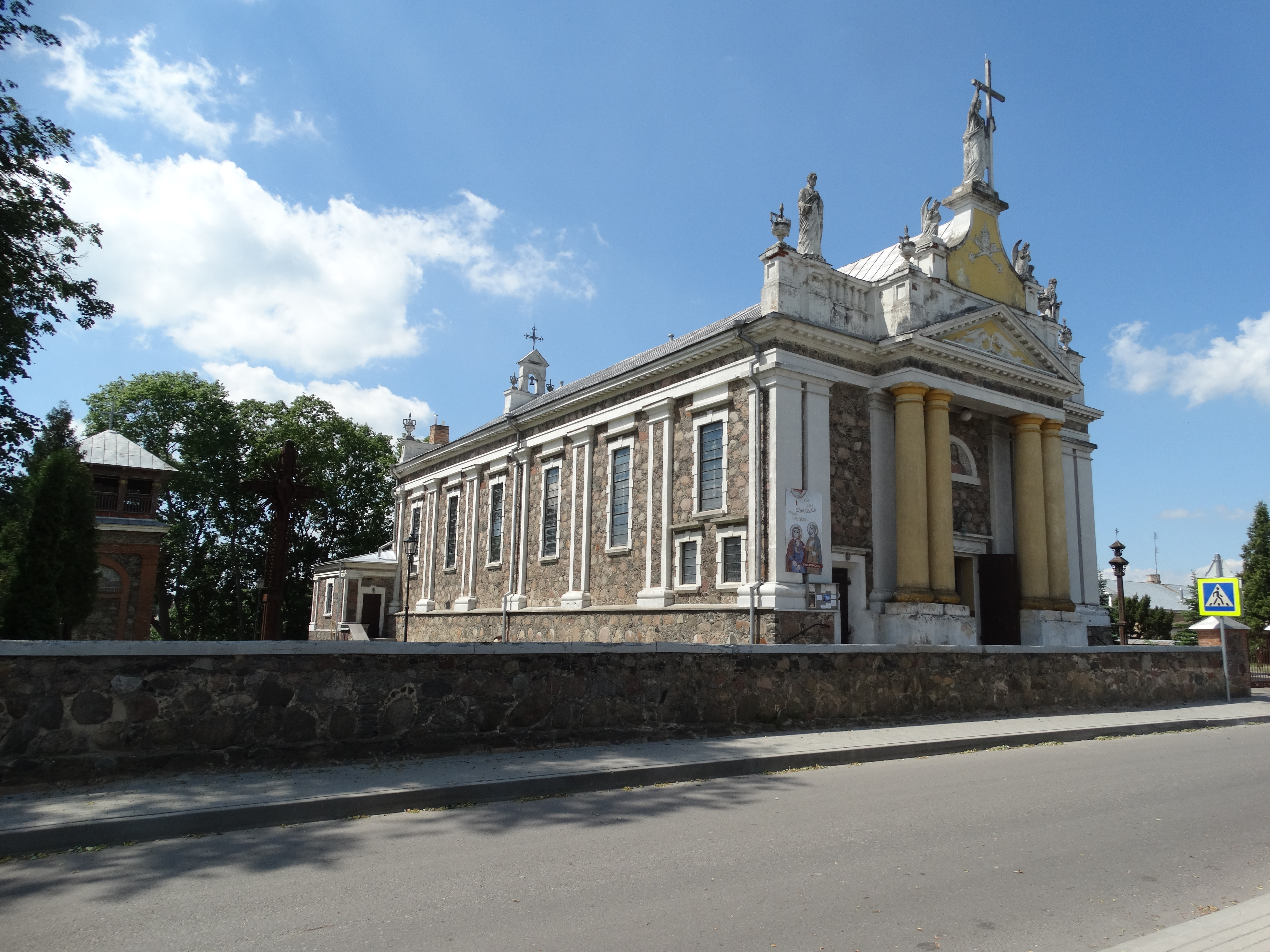
Kirche der Apostel Peter und Paul
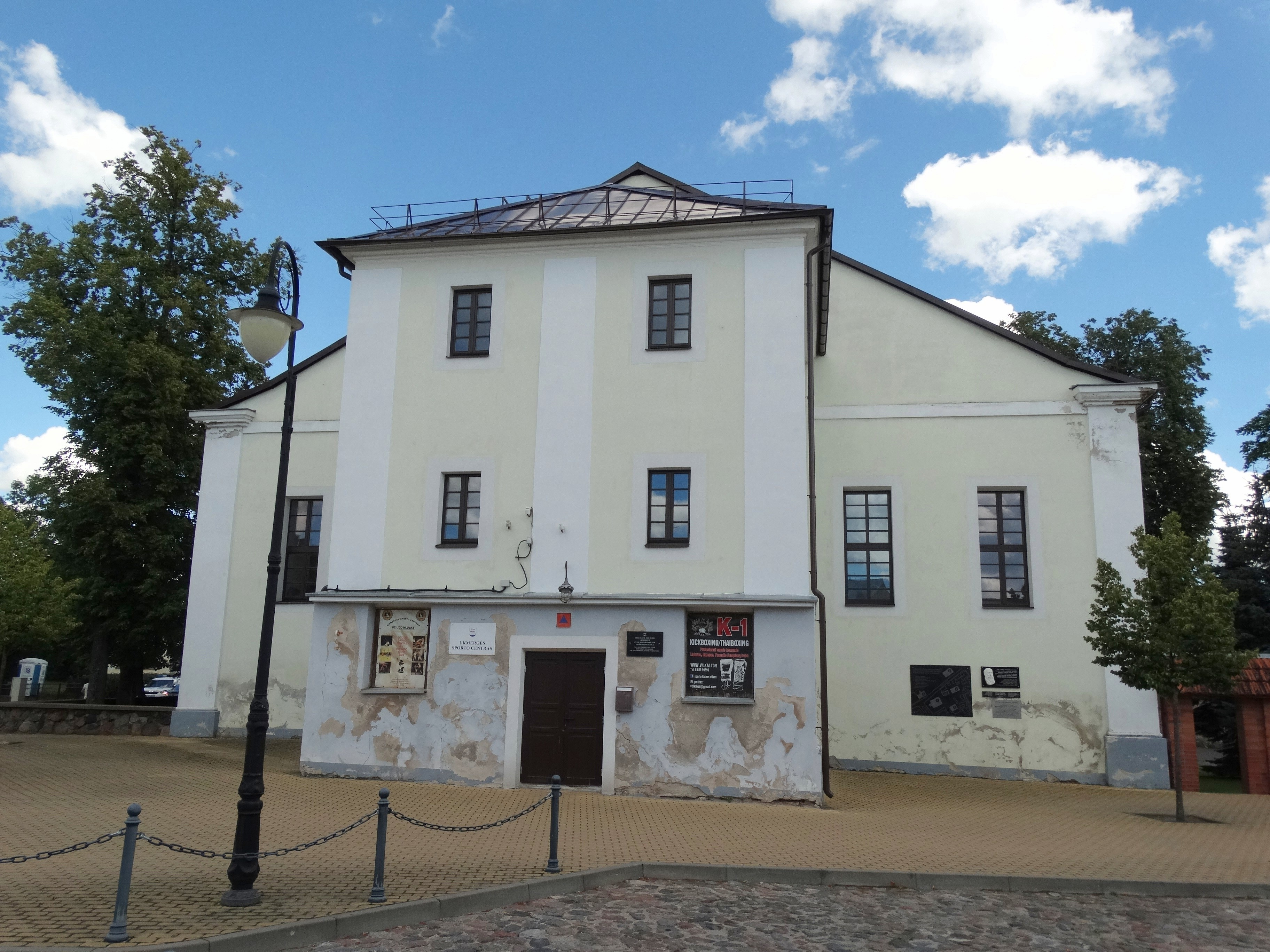
Ehemalige Große Synagoge
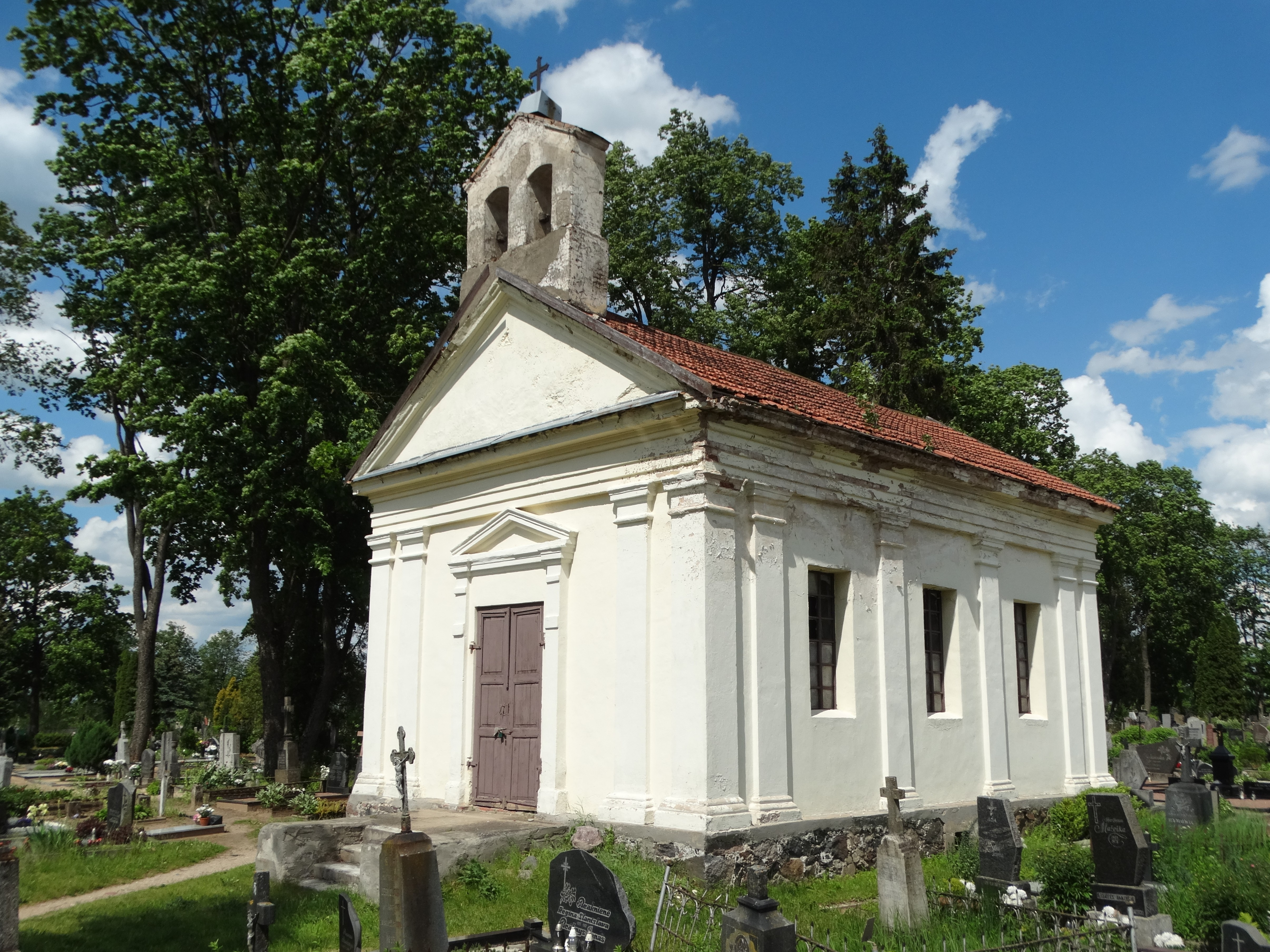
Friedhofskapelle
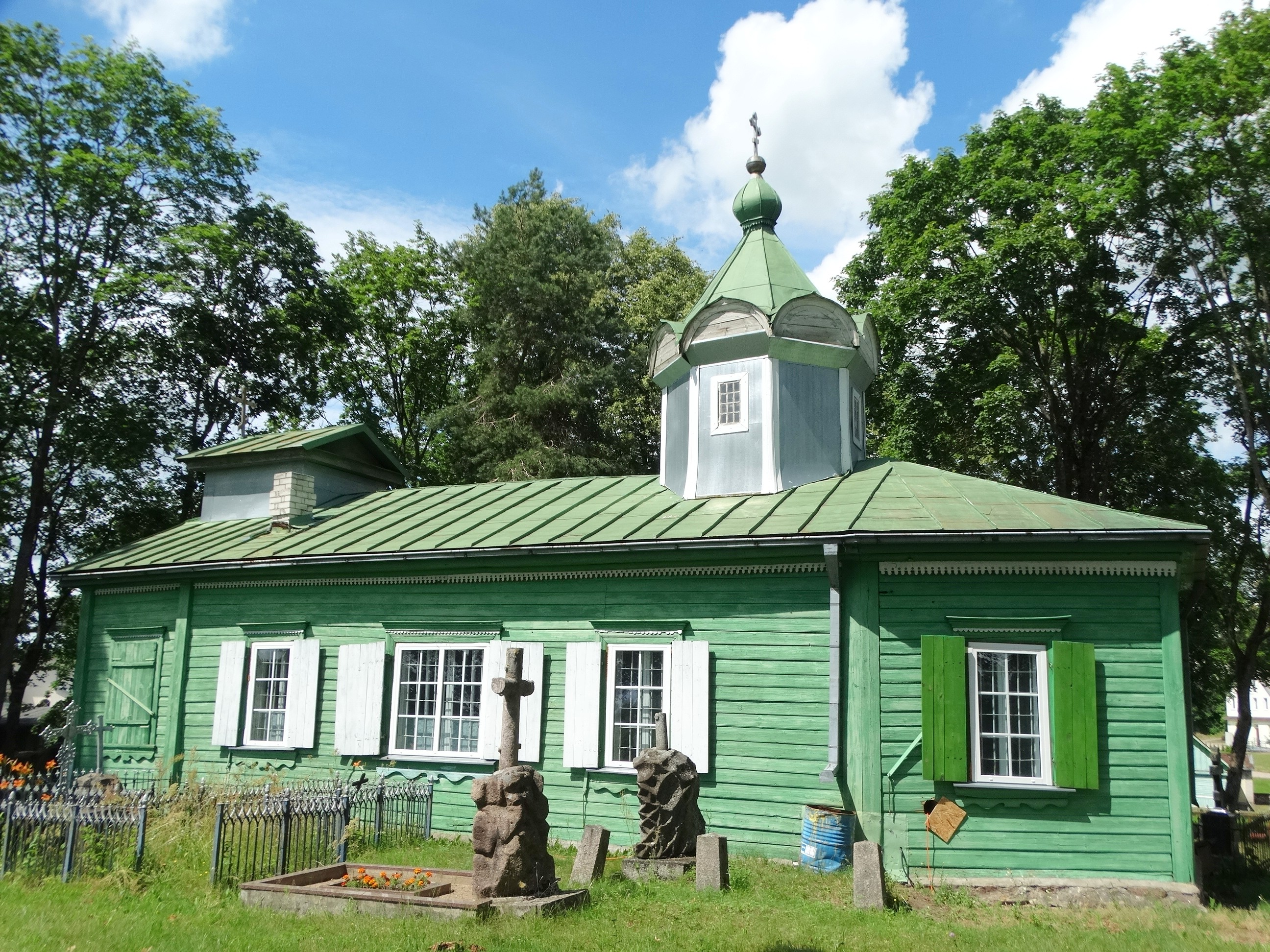
Orthodoxe Kirche der Auferstehung des Herrn
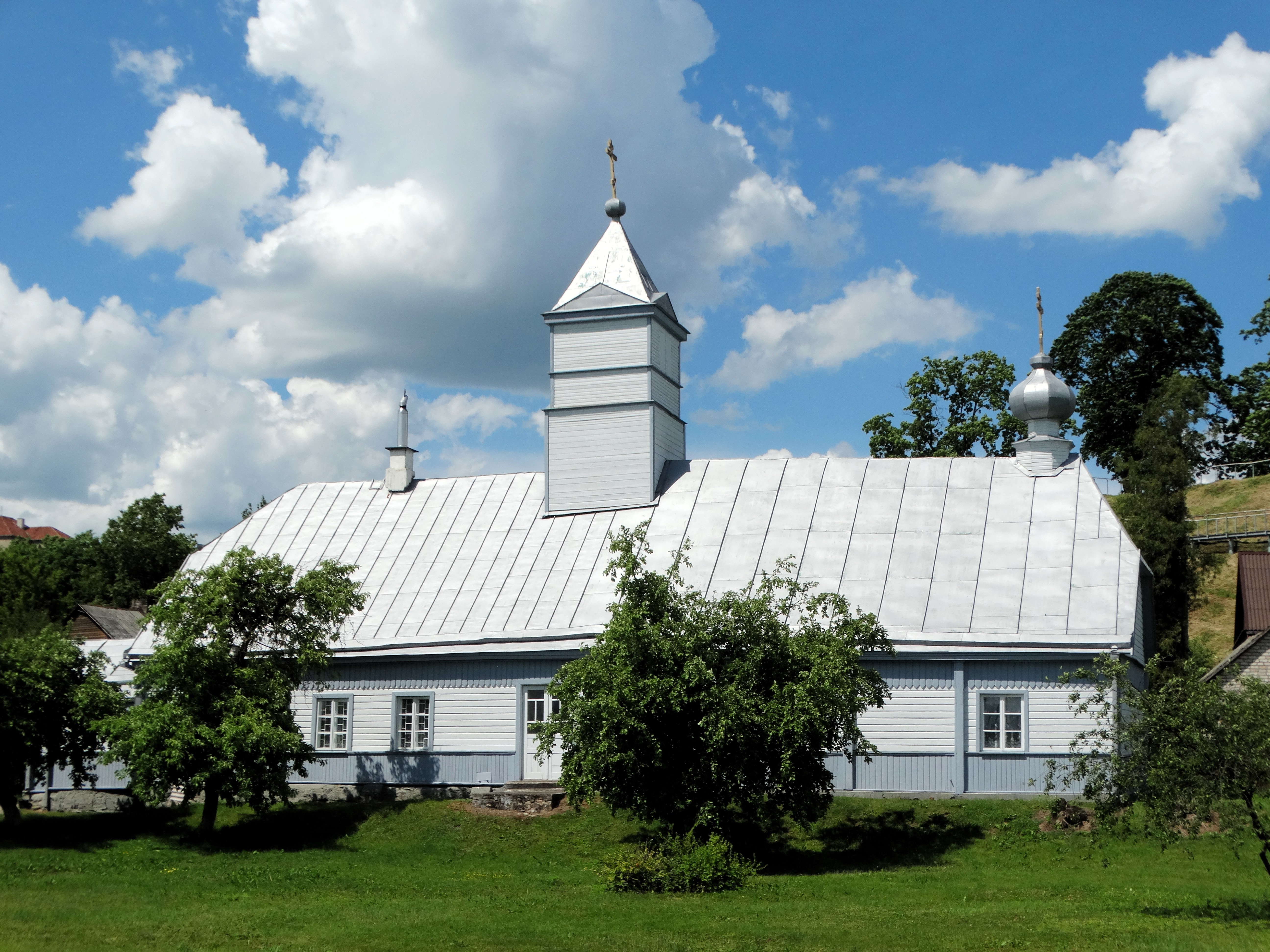
Altgläubigenkirche der Fürsprache der Mutter Gottes
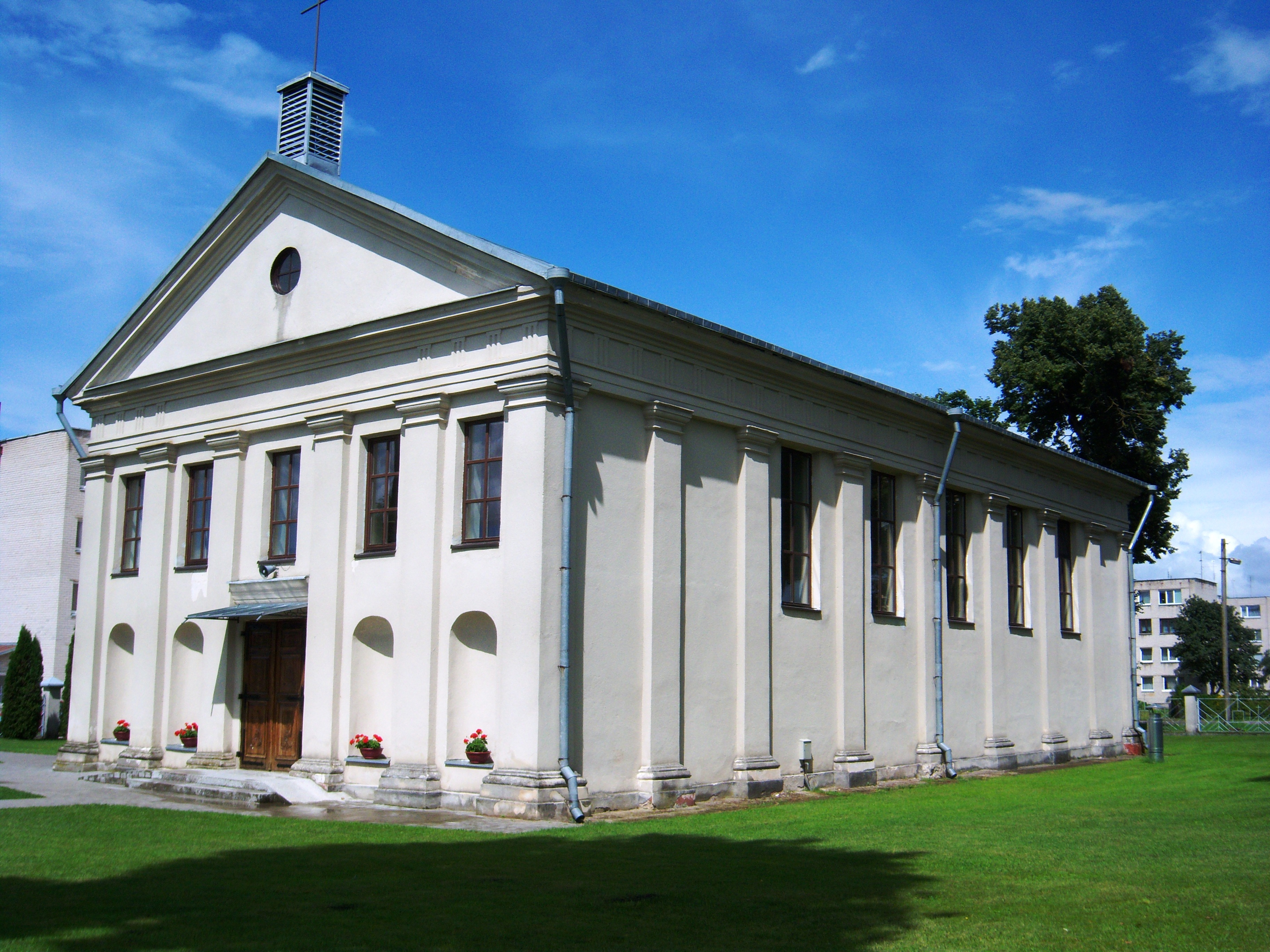
St.-Barbara-Kirche Pašilė

## Rajongemeinde
Die Rajongemeinde Ukmergė umfasst neben der Stadt Ukmergė noch 10 Städtchen (miesteliai) und 612 Dörfer.
Die Städtchen sind Deltuva, Lyduokiai, Pabaiskas, Siesikai, Šešuoliai, Taujėnai, Vepriai, Vidiškiai, Želva und Žemaitkiemis.
Sie ist eingeteilt in zwölf Amtsbezirke (seniūnijos):
- Deltuva
- Lyduokiai
- Pabaiskas
- Pivonija mit Sitz in Ukmergė
- Siesikai
- Šešuoliai mit Sitz in Liaušiai
- Taujėnai
- Stadt Ukmergė
- Vepriai
- Vidiškiai
- Želva
- Žemaitkiemis

## Personen
- Bruno Abakanowicz (1852–1900), Mathematiker und Elektrotechniker
- Alexander Braudo (1864–1924), litauisch-russischer Historiker und Bibliothekar
- Ossip Pjatnizki (1882–1938), sowjetischer Politiker
- Solomon Lewit (1894–1938), sowjetischer Genetiker
- Rivka Basman Ben-Hayim (1925–2023), jüdische Lyrikerin
- Stanisław Lech Woronowicz (* 1941), polnischer Mathematiker und Physiker
- Ričardas Sargūnas (* 1954), Politiker
- Vida Vencienė (* 1961), Skilangläuferin
- Osvaldas Čiukšys (* 1966), Diplomat und Politiker
- Evaldas Ignatavičius (* 1967), Diplomat und Politiker
- Guoda Burokienė (* 1970), Politikerin und Agrarfunktionärin
- Vytautas Šlapikas (* 1973), Schachspieler
- Gediminas Grinius (* 1979), Berg- und Ultramarathonläufer
- Marius Paškevičius (* 1979), Judoka[1]
- Gytis Ivanauskas (* 1980), Schauspieler, Tänzer und Choreograph
- Edvinas Kerza (* 1980), Politiker
- Arūnas Dudėnas (* 1983), Politiker
- Tadas Eliošius (* 1990), Fußballspieler

## Städtepartnerschaften
Ukmergė listet folgende Partnerstädte auf:
| Stadt                 | Land                                   | seit | Typ               |
| --------------------- | -------------------------------------- | ---- | ----------------- |
| Bad Langensalza       | Thüringen, Deutschland                 | 1991 | Partnerstadt      |
| Cologno al Serio      | Lombardei, Italien                     | 2005 | Partnerstadt      |
| Herrljunga            | Västra Götaland, Schweden              | 2008 | Partnerstadt      |
| Kamjanez-Podilskyj    | Chmelnyzkyj, Ukraine                   | 1991 | Partnerstadt      |
| Kiskunmajsa           | Dél-Alföld, Ungarn                     | 2015 | Partnerstadt      |
| Korosten              | Schytomyr, Ukraine                     | 2022 | Partnerstadt      |
| Krassyliw             | Chmelnyzkyj, Ukraine                   | 2022 | Partnerstadt      |
| Līvāni                | Lettland                               | 2007 | Partnerstadt      |
| Mariestad             | Västra Götaland, Schweden              | 2018 | Partnerstadt      |
| Põlva                 | Estland                                | 2017 | Absichtserklärung |
| Tarnowo Podgórne      | Wielkopolskie, Polen                   | 1999 | Partnerstadt      |
| Unstrut-Hainich-Kreis | Thüringen, Deutschland                 | 1998 | Partnerschaft     |
| Västra Götaland       | Schweden                               | 2014 | Partnerschaft     |
| Wetteraukreis         | Hessen, Deutschland                    | 1998 | Zusammenarbeit    |
| Worcester             | England, Vereinigtes Königreich        | 2011 | Absichtserklärung |
| Zalendschicha         | Mingrelien und Oberswanetien, Georgien | 2018 | Absichtserklärung |